# باهام درست صحبت کن
«باهام درست صحبت کن» (به انگلیسی: Talk to Me Nice) ترانه‌ای از خوانندهٔ آمریکایی تیناشی می‌باشد که در ۲۱ ژوئیهٔ سال ۲۰۲۳ از سوی ناشر مستقل وی که تیناشی موزیک نام دارد و نایس لایف رکوردینگ کامپنی منتشر گردید. این ترانه تک‌آهنگ اصلی ششمین آلبوم استودیویی وی تحت عنوان نی نی/فرشته است.